# Carbonio-11
Il carbonio-11 o 11C è un isotopo radioattivo del carbonio avente 6 protoni e 5 neutroni.
Non è presente in natura e può essere prodotto solo artificialmente, generalmente con l'impiego di ciclotroni.

## Decadimento
La tendenza è che un protone divenga neutrone, perdendo la sua carica positiva emettendo un positrone. Infatti Decade per il 99,75% con emissione di positroni e, per il restante, decade per cattura elettronica dando luogo, in ogni caso, a un atomo di boro-11.
11C → 11B + e+ + νe + 0,9605 MeV
11C + e– → 11B + νe + 1,9825 MeV
| Emivita             | 20,361 min         |
| Vita media          | 29,375 min         |
| Attività specifica  | 3,1071×107 TBq/g   |
| Modo di decadimento | β+ (positrone), EC |
| Decadimento β+      |                    |
| Energia             | 0,9605 MeV         |
| Percentuale         | 99,75%             |
| Nuclide figlio      | 11B                |

## Utilizzi
Il carbonio-11 ha una emivita di circa 20 minuti ed è usato comunemente come radioisotopo per marcare le molecole per l'uso con la tomografia ad emissione di positroni. In cardiologia, per lo studio del metabolismo dei lipidi, si marca la vitamina A con carbonio-11. Infatti è possibile marcare moltissime molecole, come farmaci o composti organici.

## Isotopi vicini
Le caselle colorate corrispondono ad isotopi stabili.
|     |     |     | 12O | 13O | 14O  | 15O  | 16O  | 17O  | 18O  |
|     |     | 10N | 11N | 12N | 13N  | 14N  | 15N  | 16N  | 17N  |
|     | 8C  | 9C  | 10C | 11C | 12C  | 13C  | 14C  | 15C  | 16C  |
| 6B  | 7B  | 8B  | 9B  | 10B | 11B  | 12B  | 13B  | 14B  | 15B  |
| 5Be | 6Be | 7Be | 8Be | 9Be | 10Be | 11Be | 12Be | 13Be | 14Be |